# Клод Жоффруа
Клод-Франсуа Жоффруа (фр. Claude-François Geoffroy, *1729, Париж — † 18 червня 1753, Париж) — французький аптекар та хімік. Відкрив хімічний елемент Бісмут.

## Біографія
Клод-Франсуа Жоффруа був сином Клода-Йосипа Жоффруа та Мірії Деніс, племінниці Жана Елота (Jean Hellot). Отримав класичну освіту, після якої зайнявся фармацевтикою з своїм батьком, академіком Французької академії наук.
З 1747 року він зареєстрований в бюро реєстрації власників аптек, та отримує право управління у 1748 році. Пізніше Жоффруа перймає сімейну аптеку від батька та виконує функції фармацевта у міській лікарні. При конкурсі в члени Французької академії наук, він прочитав лекції про Бісмут, та написав три повідомлення про хімічний аналіз цього елемента. Вибраний членом Французької академії наук 29 липня 1752 року.
У березні 1753 року Клод-Франсуа Жоффруа представив перед Академією наук свою працю: фр. Analyse chimique du bismuth de laquelle il résulte une analogie entre le plomb et ce semi-métal,  у якій проводить аналогію між Свинцем і Бісмутом. У цій праці він також вказав, що збирався проводити подальші дослідження елемента, однак передчасна смерть не дозволила йому провести заплановане.